# La víctima (canción)
«La víctima» es una canción del cantante y compositor mexicoestadounidense Xavi. Fue lanzada como sencillo el 17 de agosto de 2023, a través de Interscope.  
La canción logró viralidad a través de TikTok, lo que lo llevó a convertirse en un gran éxito, debutando en el puesto 91 en el Billboard Hot 100 y alcanzando la posición 55. Antes del lanzamiento de La diabla, que se convirtió en el más grande éxito del cantante, la canción debutaría en el número 46 en la lista Hot Latin Songs de EE. UU., y finalmente alcanzaría el puesto número tres en la lista.

## Listas
| Listas (2023–2024)                         | Posición más alta |
| ------------------------------------------ | ----------------- |
| Bolivia (Billboard)                        | 14                |
| Colombia (Billboard)                       | 8                 |
| Estados Unidos Billboard Hot 100           | 55                |
| Estados Unidos Hot Latin Songs (Billboard) | 3                 |
| Ecuador (Billboard)                        | 8                 |
| Global 200 (Billboard)                     | 10                |
| Mexico (Billboard)                         | 2                 |